# Боб Сміт
Роберт Клінтон «Боб» Сміт (англ. Robert Clinton «Bob» Smith; нар. 30 березня 1941, Трентон, Нью-Джерсі) — американський політик, член Республіканської партії. Він представляв штат Нью-Гемпшир в обох палатах Конгресу США, спочатку у Палаті представників з 1985 по 1990, а потім у Сенаті з 1990 по 2003 роки.
У 1965 році закінчив Lafayette College, після чого служив у ВМС США під час війни у В'єтнамі. Викладав історію, суспільствознавство і англійську мову, працював у сфері нерухомості.
Невдало виступив на республіканських праймеріз для президентських виборах у 2000, після чого підтримав кандидатуру Джорджа Буша-молодшого.